# ユン・ジヨン (1986年生)
ユン・ジヨン（ハングル表記：윤지연、1986年10月10日 - ）は、大韓民国のアナウンサー。延世大学校の建築工学科を卒業した。 ソウル大学校大学院で修士を取得した。2012年から2016年まで韓国経済テレビのアナウンサーを務めた。韓国経済テレビで放送された証券市場の裏話を扱うトークショー『汝矣島（ヨイド）24時』やドキュメンタリー『戦争史』の司会進行を務めた。2015年からKBSの芸能情報番組『芸能街中継』で番組終了の2019年までリポーターを務めた。